# Grand Island (Nebraska)
Grand Island je město ve Spojených státech amerických. Nachází se v okrese Hall County, jehož je hlavním sídlem, ve státě Nebraska. Ve městě žije přibližně 53 tisíc obyvatel a jeho rozloha činí 0,5 km². Je čtvrtým nejlidnatějším městem v Nebrasce.
Město bylo založeno roku 1857. Své sídlo zde má Indoor Football League a společnost Hornady. Městem prochází dálnice Nebraska Highway 2.

## Rodáci
- Henry Fonda (1905–1982) – americký herec
- Edith Abbottová (1876–1957) – americká ekonomka a sociální pracovnice

## Partnerská města
- Bad Segeberg, Německo